# Риттер, Телма
Те́лма Ри́ттер (англ. Thelma Ritter, Бруклин; 14 февраля 1905 — 5 февраля 1969) — американская актриса, обладательница премии «Тони», а также шестикратная номинантка на «Оскар». Все шесть номинаций Телма получила за роли второго плана. Ей принадлежит рекорд в данной категории по количеству номинаций (6) без побед, причём 4 из них были с интервалом в 1 год.

## Биография
Телма Риттер родилась в Бруклине 14 февраля 1905 года. Желание стать актрисой у неё появилось ещё в юности. Она участвовала в школьных пьесах, выступала с небольшими театральными труппами, а сразу после окончания школы поступила в Американскую академию драматического искусства. После окончания академии Риттер так и не занялась профессионально актёрской карьерой, так как в 1927 году вышла замуж за Джозефа Морана и посвятила себя воспитанию двух детей.
В начале 1940-х годов Риттер возобновила свою карьеру, став ведущей на радио. Затем она некоторое время была актрисой в театральной труппе, а в 1947 году состоялся её дебют в кино. Первая роль 42-летней Телмы Риттер была в фильме «Чудо на 34-й улице», а во второй раз в кино она появилась спустя два года в фильме «Письмо трём жёнам». Популярность к актрисе пришла в 1950 году после роли Бирди Кунан в фильме «Всё о Еве». Эта роль, так же как и следующая в фильме «Брачный сезон» (1951), принесла ей вторую номинацию на премию «Оскар» за лучшую женскую роль второго плана.
После этого, на протяжении почти двух десятилетий, Телма Риттер продолжала много сниматься в кино, работать на телевидении и в театре. В 1954 году она, вместе с Бобом Хоупом, была ведущей 27-й церемонии вручения премии Киноакадемии. За свои последующие роли Риттер ещё четыре раза выдвигалась на «Оскар», став при этом, наряду с Деборой Керр, рекордсменкой по числу номинаций, но заветную премию она так ни разу не получила. Примечательными для Киноакадемии стали её роли в фильмах «С песней в моем сердце» (1952), «Происшествие на Саут-стрит» (1953), «Интимный разговор» (1959) и «Птицелов из Алькатраса» (1962). В 1958 году она была удостоена премии «Тони» как лучшая актриса в мюзикле «Новая девушка в городе».
В 1968 году, вскоре после участия в «Шоу Джерри Льюиса», у Телмы Риттер случился инфаркт, который впоследствии привёл к её смерти. Риттер ушла из жизни 5 февраля 1969 года, за девять дней до её 64 дня рождения.

## Избранная фильмография
- Город за рекой (1949) — Миссис Кэти Кьюсак
- Письмо трём жёнам (1949) — Сэди Дуган
- Город за рекой (1949) — Кэти Кьюзак
- Всё о Еве (1950) — Бирди Кунан
- Моложе себя и не почувствуешь (1951) — Делла Хьюджес
- Брачный сезон (1951) — Эллен МакНалти
- С песней в моём сердце (1952) — Клэнси
- Титаник (1953) — Мод Янг
- Происшествие на Саут-стрит (1953) — Мо Уильямс
- Окно во двор (1954) — Стелла
- Длинноногий папочка (1955) — Алиша Притчард
- Интимный разговор (1959) — Алма
- Дыра в голове (1959) — Софи Манетта
- Неприкаянные (1961) — Изабелль Стирс
- Птицелов из «Алькатраса» (1962) — Элизабет Строд
- Как был завоёван Запад (1962) — Агата Клегг
- Новый вид любви (1963) — Лина
- По любви или ради денег[англ.] (1963) — Хлоя Брашер
- Боинг-Боинг (1965) — Берта
- Инцидент (1967) — Берта Бекерман

## Награды
- «Тони» 1958 — «Лучшая актриса в мюзикле» («Новая девушка в городе»)